# Isòvol variedad1
Isòvol variedad1 es el nombre de una variedad cultivar de manzano (Malus domestica) Esta manzana está cultivada en la colección de germoplasma de manzanas del CSIC, también está cultivada en la colección de germoplasma de peral y manzano en la "Finca de Gimenells de la Estación Experimental de Lérida - IRTA". Esta manzana es originaria de la Comunidad autónoma de Cataluña, procedente de un ejemplar localizado el año 2002 en Isóbol-Isòvol, comarca de la Baja Cerdaña-Baixa Cerdanya, en Gerona.

## Sinónimos
- "Poma Isòvol variedad1",[3]
- "Isòvol-1 M087",
- "Manzana Isòvol variedad1".[7]

## Historia
'Isòvol variedad1' es una variedad de manzana de Cataluña dentro del grupo de la Royal Gala, está catalogada con el número de accesión M087 en el Banco de germoplasma de peral y manzano de la Universidad de Lérida, que se encuentra integrado en la Red de Colecciones del Programa de Conservación y Utilización de los Recursos Fitogenéticos para la Alimentación y la Agricultura, del Plan Nacional de I+D+I.
'Isòvol variedad1' está considerada con otras muchas de las entradas que se han incorporado al Banco de germoplasma en la "Finca de Gimenells de la Estación Experimental de Lérida - IRTA", provienen de ejemplares únicos, en algunos casos, actualmente desaparecidos, lo que ha permitido paliar la erosión genética que se está dando en estas especies frutales.
'Isòvol variedad1' es una variedad que se cultiva para su conservación genética, para posibles usos y mejoras en cruces con otras variedades, para incrementar cualidades o intercambiarlas.

## Características
El manzano de la variedad 'Isòvol variedad1' tiene un vigor medio de tipo ramificado, con porte caído; ramos con pubescencia media, de un grosor delgado, con longitud de entrenudos largos, número de lenticelas grande, relación longitud/grosor de los entrenudos grande, tipo de ramos fructíferos predominantes "sin predominio"; época de inicio de floración media, yema fructífera de forma ovoide-cónica y longitud media, flor no abierta presenta color del botón floral rosa oscuro, flor de tamaño medio, pétalos con posición relativa de los bordes separados, inflorescencia con número medio de flores medio, de forma medianamente cupuliforme, sépalos de color predominante verde, sépalos de longitud media, pétalos de longitud corta, y anchura corta, siendo la relación longitud/anchura de los pétalos bastante más largos, estilos con longitud en relación con los estambres más cortos, estilos con punto de soldadura lejos de la base.
Las hojas tienen un porte erguido en relación con el ramo, limbo de longitud largo y de anchura medio, con una relación longitud/anchura media, forma del borde ondulada, peciolo con longitud largo, forma del limbo elíptico-ensanchada, aspecto de la superficie del haz medianamente brillante, pubescencia del envés débil, plegamiento de la superficie ondulada, tamaño de la punta media, forma de la base aguda, estípulas con una forma  filiforme, y ángulo del peciolo respecto al ramo mediano.
La variedad de manzana 'Isòvol variedad1' tiene un fruto de tamaño y peso pequeño-medio; forma globosa cónica, relación longitud/anchura media, posición de la anchura máxima hacia el pedúnculo, con un marcado en los lados fuerte; piel con estado ceroso débil, pruina de la epidermis ausente o muy débil; con color de fondo amarillo verdoso, importancia del sobre color fuerte, siendo el color del sobre color rojo, siendo la intensidad del sobre color mediano, reparto del color en la superficie placas continuas con estrías, acusando unas lenticelas medianas, y una sensibilidad al "russeting" (pardeamiento áspero superficial que presentan algunas variedades) en las caras laterales ausente o muy débil; pedúnculo con una longitud largo, y un grosor delgado, anchura de la cavidad peduncular media, profundidad de la cavidad pedúncular media, y con importancia del "russeting" en cavidad peduncular medio; coronamiento por encima del medio, importancia de los lados de la cavidad calicina es fuerte, anchura de la cav. calicina media, profundidad de la cav. calicina poco profunda, y con importancia del "russeting" en cavidad calicina ausente o muy débil; ojo medio, cerrado; sépalos de una longitud media, con un porte parcialmente extendidos.
Carne de color crema, con un oscurecimiento fuerte de la carne al corte; textura de la carne media , dureza de la carne muy dura, jugosidad mediana; sabor algo aromático, muy bueno; corazón con distinción de la línea fuerte; eje abierto; porte del sépalo parcialmente extendido; lóculos carpelares parcialmente abiertos; semillas de longitud grande, ancha, de color marrón oscuro.
La manzana 'Isòvol variedad1' tiene una época de maduración y recolección de fruto temprana, finales de verano. Época de caída de las hojas tardía. Se usa como manzana de mesa fresca, y posible uso como manzana para la elaboración de sidra.

## Calidad de fruto y prueba de cata
- Peso del fruto: Medio
- Calibre del fruto: Medio
- Longitud del fruto: Pequeña
- Índice de almidón: Medio
- Dureza medida de la carne: Alta
- Índice refractométrico (IR): Alto
- Acidez titulable: Media
- Jugosidad de la carne: Medio
- Textura de la carne: Media
- Dureza sensorial de la carne: Dura
- Dulzor: Muy fuerte
- Acidez: Media
- Intensidad del sabor de la carne: Fuerte
- Sabor: Muy bueno
- Valoración global del fruto: Muy bueno.[3]

## Características Agronómicas
- Afinidad del injerto (compatibilidad): Buena
- Facilidad de formación y poda: Alta
- Tipo de fructificación: Tipo III
- Precocidad varietal: Muy precoz
- Vecería: Media
- Productividad: Alta
- Necesidad de aclareo: Alta
- Escalonamiento de la maduración del fruto: Medio
- Sensibilidad a la caída en maduración: Alta
- Aptitud para la conservación del fruto en árbol: Baja
- Aptitud para la conservación del fruto en almacén o cámara: Media
- Sensibilidad al moteado: Media
- Sensibilidad al oídio: Media
- Sensibilidad a pulgón lanígero: Alta.[3]